# Chiesa riformata inglese (Amsterdam)

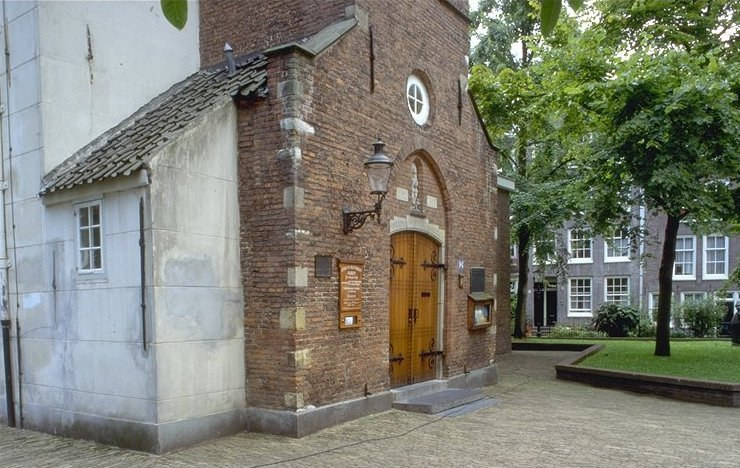
Ingresso della Chiesa riformata inglese

La Chiesa riformata inglese è uno degli edifici più antichi di Amsterdam, situata nel centro della città. La chiesa si trova all'interno del Begijnhof, un cortile chiuso (hofje), in un edificio del XIV secolo ed è sede di una congregazione di lingua inglese affiliata alla Chiesa di Scozia e alla Chiesa protestante nei Paesi Bassi. L'attuale pastore della chiesa è il reverendo Lance Stone. 

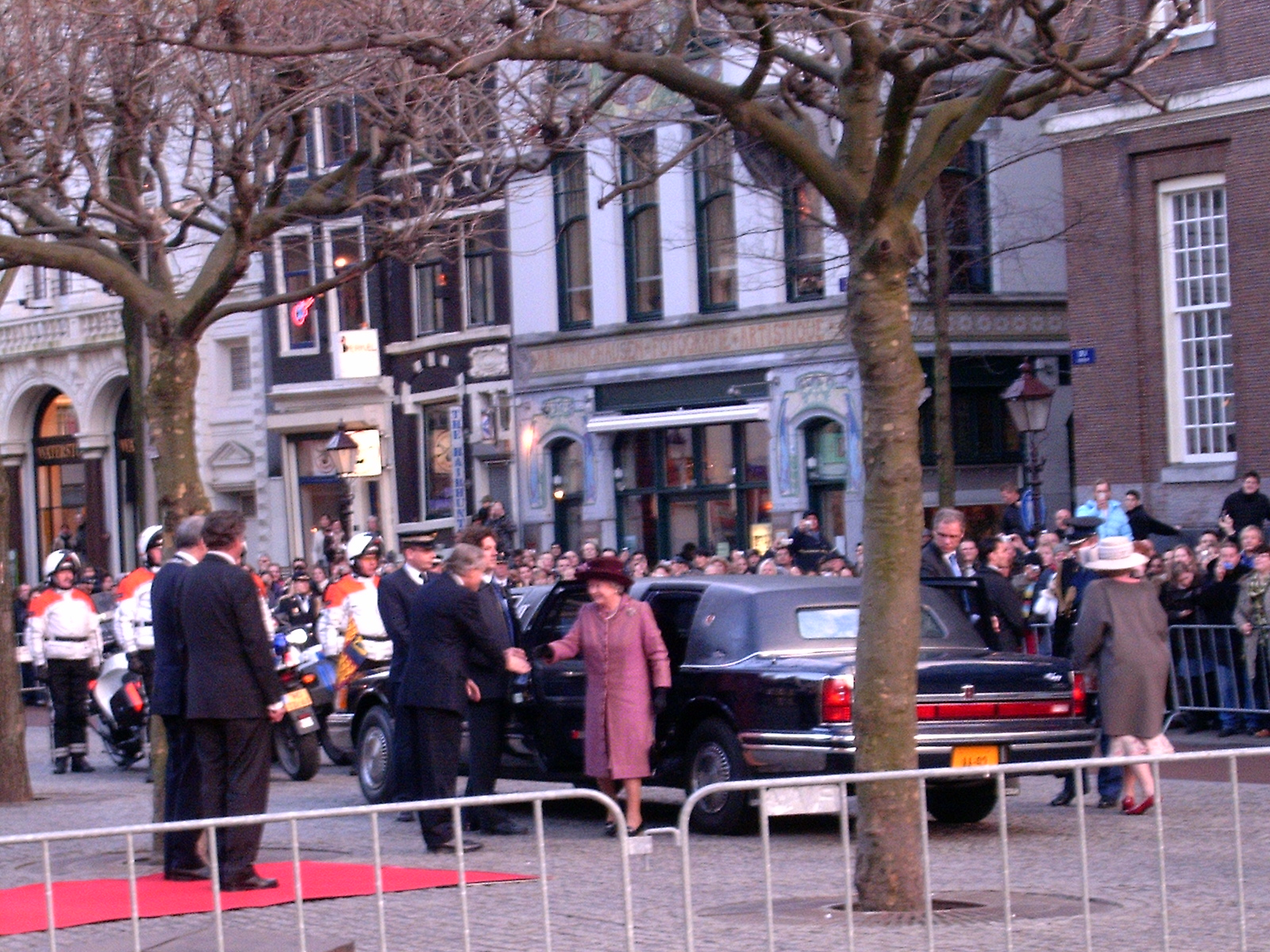
Visita della regina Elisabetta II alla Chiesa riformata inglese

## Storia
La chiesa era stata fondata originariamente come chiesa cattolica e frequentata soprattutto dalle beghine che vivevano nel Begijnhof.
Durante la Riforma, quando nel 1578 Amsterdam si schierò con il principe di Orange e adottò formalmente le dottrine calviniste, la chiesa venne confiscata dal consiglio comunale e chiusa. Nel 1607 la chiesa venne riaperta al culto per i protestanti inglesi che vivevano in città e da allora le funzioni si sono svolte sempre in lingua inglese.
Nel 1817, dopo la sconfitta di Napoleone e la ripresa del potere da parte della Casa d'Orange-Nassau, l'edificio passò alla Chiesa riformata inglese.
Dalla fine degli anni Settanta la chiesa è un importante palcoscenico per i concerti di musica da camera tanto che vengono realizzati oltre 70 concerti all'anno.
Per celebrare il 400º anniversario della chiesa riformata inglese, la regina Elisabetta e il principe Filippo hanno visitato la chiesa il 5 febbraio 2007 e hanno assistito ad una funzione insieme alla regina Beatrice dei Paesi Bassi.